# Cztery Księgi
Cztery Księgi (arab. ‏الكتب الاربعة‎, Al-Kutub Al-Arb‘ah) – główny zbiór hadisów islamu szyickiego:
| Tytuł                     | Kolekcjoner                   | Liczba hadisów |
| ------------------------- | ----------------------------- | -------------- |
| Kitab al-Kafi             | Muhammad ibn Jakub al-Kulajni | 16,199         |
| Man la yahduruhu al-Faqih | Muhammad ibn Babawajh         | 9,044          |
| Tahdhib al-Ahkam          | Szejk Tusi                    | 13,590         |
| Al-Istibsar               | Szejk Tusi                    | 5,511          |

## Tradycje tekstowe
Szyickie i sunnickie kolekcje hadisów różnią się między sobą, ze względu na różne tradycje pośród uczonych obu szkół odnośnie do prawdziwości i rzetelności narratorów i przekazicieli hadisów. Narratorzy hadisów którzy przyjęli stronę Abu Bakra, Umara, Usmana, Aiszy zamiast Alego w sporze o sukcesję po śmierci proroka Mahometa, nie są uznawani przez szyitów; narracje uźródłowione od Alego, rodziny proroka Mahometa (Fatima, Hasan ibn Ali, Husajn ibn Ali) ich sukcesorów i stronników, są preferowane. Różnice w uznawaniu hadisów doprowadziły do podziałów i różnicy między szkołami islamu, prawa szariatu, modlitwy i umocniły linię podziału między obydwiema tradycjami.

## Metodologia badawcza
W odróżnieniu od sunnickiej metodologii badawczej, szyici nie uznają wszystkich hadisów zawartych w Czterech Księgach za autentyczne, stojąc na stanowisku iż każda narracja powinna być poddawana wnikliwej i szczegółowej analizie.